# Ağaçkorur, Kulp
Ağaçkorur là một xã thuộc huyện Kulp, tỉnh Diyarbakır, Thổ Nhĩ Kỳ. Dân số thời điểm năm 2008 là 240 người.